# Залужье (Хмельницкая область)
Залужье (укр. Залужжя) — село в Белогорском районе Хмельницкой области Украины.
Население по переписи 2021 года составляло 410 человека. Почтовый индекс — 30226. Телефонный код — 3841. Занимает площадь 0,189 км². Код КОАТУУ — 6820383501.

## Местный совет
30226, Хмельницкая обл., Белогорский р-н, с. Залужье, ул. Садовая, 1